# Mérope de Quíos
Mérope (en griego antiguo: Μερόπη, Meropê), también llamada Aero —y otras grafías que se han propuesto, como Leiro, Lero, Haero o Mero—, era una hija de Hélice y del rey Enopión, que había partido de su Creta natal y se había establecido en esta isla del Egeo, junto a la costa jonia. Hasta allí llegó el célebre Orión para solicitarle la mano de su hija, pero Enopión, que estaba enamorado en secreto de ella, le fue dando largas mandándole cazar todas las criaturas salvajes que poblaban la isla. Orión cumplía los encargos pacientemente, y cuando volvía de cada misión, entregaba a su amada las pieles de los animales que cazaba.
Pero la situación se estaba haciendo insostenible, la paciencia de Orión se estaba agotando y ya no quedaban casi animales que cazar. Enopión, que se negaba a renunciar de Mérope, emborrachó una noche a su huésped, le sacó los ojos y lo abandonó en la playa. Otra versión le exculpa al afirmar que Orión se había emborrachado y había violado en su delirio a su pretendida, razón por la cual Enopión, invocando a su padre Dioniso, le emborrachó de nuevo y le cegó.
Cuando Orión se despertó se alejó nadando por el mar y tras un largo peregrinar consiguió que el dios del Sol le devolviera la vista. Entonces volvió a Quíos, pero no encontró a Enopión, pues este se había escondido en un refugio subterráneo que le había preparado Poseidón y que había construido el mismo Hefesto.
En otra versión Mérope es la esposa de Enopión y la víctima de la violación de Orión e incluso una hija de Minos.